# Station Probolinggo
Probolinggo is een spoorwegstation in de Indonesische provincie Oost-Java. Het station is in de 19e eeuw gebouwd. Veel reizigers doen dit station aan bij het bezoeken van de Bromo vulkaan.

## Bestemmingen
- Mutiara Timur: naar Station Banyuwangi Baru en Station Surabaya Gubeng
- Tawang Alun: naar Station Banyuwangi Baru en Station Malang
- Sri Tanjung: naar Station Banyuwangi Baru en Station Lempuyangan
- Logawa: naar Station Jember en Station Purwokerto
- Probowangi: naar Station Banyuwangi Baru
- Sancaka Timur: naar Station Banyuwangi Baru en Station Yogyakarta

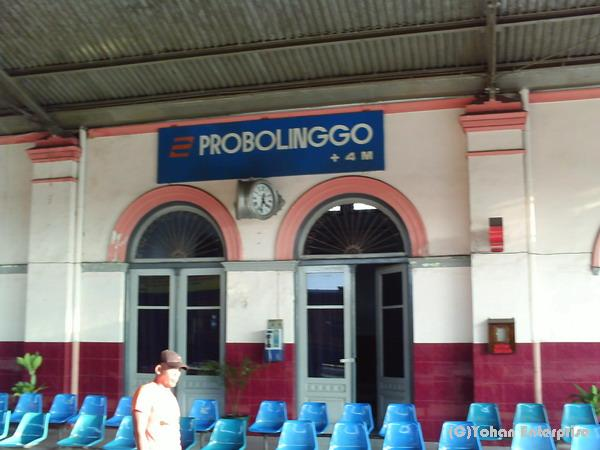
Station Probolinggo